# Olga Bondarenko
Olga Petrovna Bondarenko (en russe : Ольга Петровна Бондаренко), née le 2 juin 1960 est une athlète russe qui a représenté l'Union soviétique, spécialiste du demi-fond et du fond.
Elle a remporté le titre olympique sur 10 000 m en 1988.

## Palmarès

### Jeux olympiques
- Jeux olympiques d'été de 1988 à Séoul ( Corée du Sud)
  -  Médaille d'or sur 10 000 m

### Championnats du monde d'athlétisme en salle
- Championnats du monde d'athlétisme en salle de 1987 à Indianapolis ( Italie)
  -  Médaille d'argent sur 3 000 m

### Championnats d'Europe d'athlétisme
- Championnats d'Europe d'athlétisme de 1986 à Stuttgart ( Allemagne de l'Ouest)
  -  Médaille d'or sur 3 000 m
  -  Médaille d'argent sur 10 000 m

### Championnats d'Europe d'athlétisme en salle
- Championnats d'Europe d'athlétisme en salle de 1985 à Le Pirée ( Grèce)
  -  Médaille d'argent sur 3 000 m